# Karl Adolf Menzel
Karl Adolf Menzel (* 7. Dezember 1784 in Grünberg, Landkreis Grünberg i. Schles., Provinz Schlesien; † 19. August 1855 in Breslau, Provinz Schlesien) war ein deutscher Pädagoge, Konsistorialrat und Historiker.

## Leben

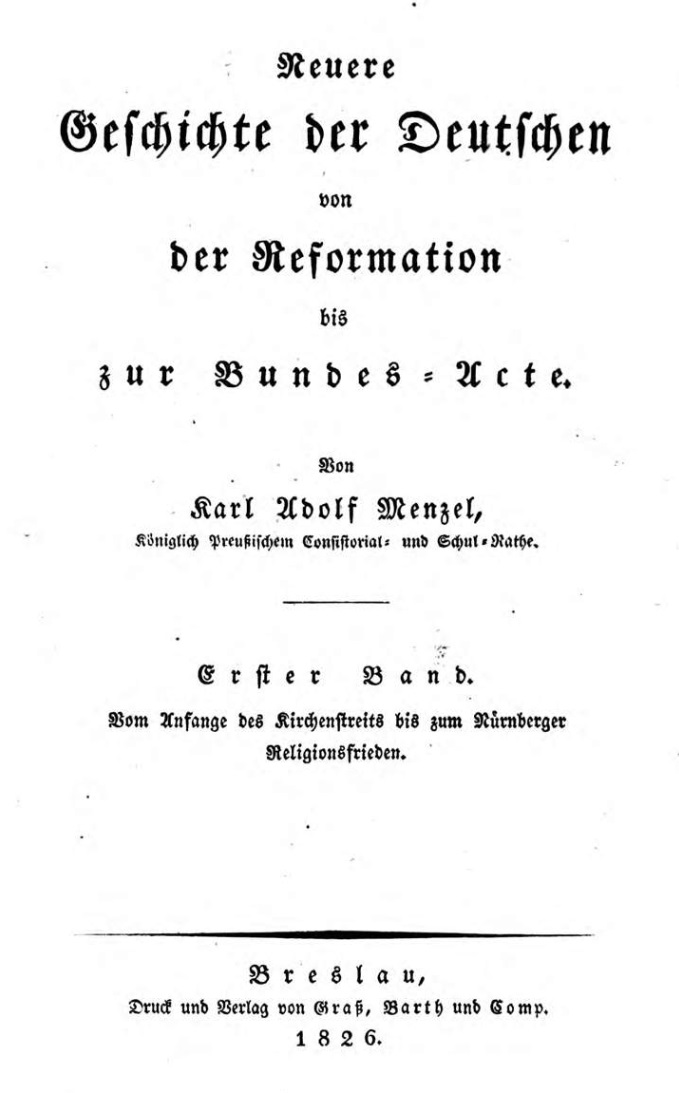
Karl Adolf Menzel: Neuere Geschichte der Deutschen von der Reformation bis zur Bundes-Acte. Titelseite des ersten Bandes, 1826

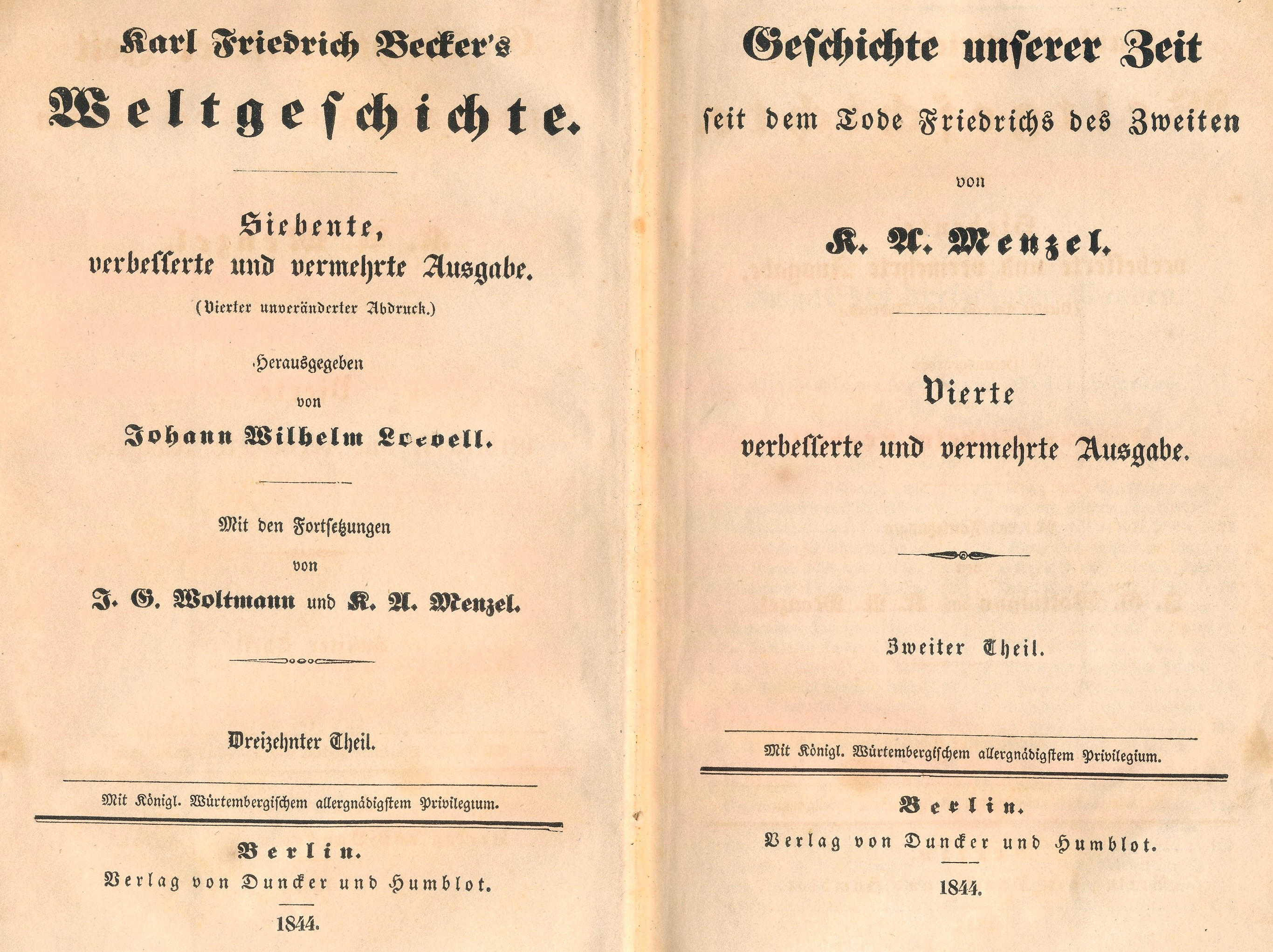
Doppel-Titelseite aus Karl Friedrich Becker’s Weltgeschichte / Geschichte unserer Zeit seit dem Tode Friedrichs des Zweiten von K. A. Menzel, Duncker & Humblot, Berlin 1844

Karl Adolf Menzel kam nach dem Tod seines Vaters, eines Verwaltungsbeamten, 1790 nach Breslau in die Obhut des Bruders seiner Mutter, des Philologen und Schriftstellers Georg Gustav Fülleborn, der besonders sein historisches Interesse förderte. Menzel absolvierte das Elisabethgymnasium und studierte anschließend evangelische Theologie in Halle. Nach dem ersten Examen wurde er Lehrer an Johann Wilhelm Oelsners Privatschule in Breslau und begann schon in dieser Zeit mit lokalhistorischen Publikationen. 1807 übernahm er die Leitung einer Privatschule in Liegnitz. 1809 wurde er 25-jährig Gymnasialprofessor am Breslauer Elisabethgymnasium, 1814 Prorektor und damit verbunden Leiter der Bibliotheca Rehdigerana. 1813, während des Aufenthalts der preußischen Königsfamilie in Breslau, unterrichtete er die Prinzen Wilhelm und Carl in Geschichte. 1815 begann er eine jahrelange Polemik gegen die Turnbewegung, die Breslauer Turnfehde; sein Kontrahent in Breslau war Franz Passow.
1824 wurde Menzel zum Konsistorialrat berufen. Seine Aufgabe war die Oberaufsicht über das gesamte höhere Schulwesen der Provinz Schlesien, die er mit Tatkraft und strengen Leistungsanforderungen ausübte. Sein Hauptwerk, die Neuere Geschichte der Deutschen von der Reformation bis zur Bundes-Acte, erschien 1826 bis 1848 in zwölf Bänden und wurde ab 1854 neu aufgelegt. Darin bemühte er sich, die damals vor allem vom jeweiligen Konfessionsstandpunkt bestimmten Sichtweisen zu überwinden, stellte dabei aber nach dem Urteil Leopold von Rankes die Reformation in ein zu negatives Licht. 
Mit dem Ministerium Raumer (ab 1850) geriet Menzel in einen grundsätzlichen Dissens und bat schließlich um seine Entlassung, die 1855 ehrenvoll gewährt wurde.